# Maisons d'édition marocaines
Les maisons d'édition marocaines ont le plus souvent une activité connexe telle que l'imprimerie, la diffusion, une librairie.
Selon l'hebdomadaire marocain La Vie éco, en 1998, la moitié des livres publiés au Maroc étaient édités par des maisons d'édition (l'autre moitié relevant donc de l'auto-édition), et au milieu des années 2000, de 50 à 70 %.

## Liste alphabétique
- Atonale (Casablanca)
- Les Éditions KABBAJ (Casablanca)
- Centre Culturel Du Livre (Casablanca)
- Éditions Onze (Casablanca)[2]
- Editions Bouregreg (Rabat)
- Kédémos éducation
- Afrique-Orient (Casablanca)[3]
- Belvisi (Casablanca)[4]
- La Croisée des chemins (Casablanca)[3]
- Eddif (Casablanca)[5]
- Editions Librairie des Colonnes (Tanger)
- Editions du Sirocco (Casablanca)
- Edition Vision 20 sur 20 (Casablanca)
- En toutes lettres  (Casablanca)
- Langages du Sud (Casablanca)
- Le Fennec, Casablanca[3]
- Al Ittissal (Témara)[6]
- Maha Éditions, Casablanca
- Marsam (Rabat)[3]
- Nouiga (Rabat)[3]
- La Porte (Rabat)[7]
- Orion (Casablanca)[8]
- Racines (Rabat)[3]
- Senso Unico (Mohammedia)
- Stouky (Rabat)
- Tarik Éditions (Casablanca)[3]
- Yanbow Al Kitab (Casablanca) : littérature jeunesse
- Yomad (Rabat)[3] : littérature jeunesse
- Les Editions Rimal (Casablanaca)
- Les Editions Le Manifeste (Casablanca)